# トゥマーケット
トゥマーケット（To Market、1948年 - 1975年）は、アメリカ合衆国のサラブレッドである。競走馬としてマサチューセッツハンデキャップとホーソーンゴールドカップでレコード勝ちを記録し、種牡馬として イージーゴア(Easy Goar)の祖母でエイコーンステークス優勝馬マーキングタイム(Marking Time)、ボールドビダー(Bold Bidder)の母でアラバマステークス優勝馬ハイビッド(High Bid)などを輩出した。

## 出自
父マーケットワイズ (Market Wize)はジョッキークラブゴールドカップで三冠馬ワーラウェイを破るなど53戦19勝の成績を残した馬であり、また、その父ブローカーズティップ(トゥマーケットの祖父）は14戦1勝ながらその1勝がケンタッキーダービーでのファイティング・フィニッシュによる勝利という珍しい馬であった。
母Pretty Doesは二冠馬ジョンズタウン(Johnstown)の産駒であり、3戦して未勝利であったが、その牝系は10号族に属し、 バヤルド (Bayardo) やハンプトン (Hampton)、リヴァーマン(Riverman)、ロックオブジブラルタル (Rock of Gibraltar) と同じくクイーンメアリー (Queen Mary) の子孫(ファミリーナンバー:10-a)にあたる。

## 競走成績
トゥマーケットは2歳時の1950年に競走馬としてデビューすると、アーリントンフューチュリティとワシントンパークフューチュリティで勝利をあげた。3歳時の1951年は実績をあげられなかったが、4歳になった1952年にはマサチューセッツハンデキャップとホーソーンゴールドカップで共にダート10fで2:01.2のトラックレコードを記録して優勝した。また、サンタアニタ競馬場のダート6f戦でも1:09.0のトラックレコードを記録している。

### 2歳時
- アーリントンフューチュリティ
- ワシントンパークフューチュリティ

### 4歳時
- アーリントンハンデキャップ
- ホーソーンゴールドカップ
- マサチューセッツハンデキャップ
- サンカルロスハンデキャップ(7f)

2着
- ワシントンパークハンデキャップ
- エッジメアハンデキャップ

3着
- ブルックリンハンデキャップ
- カーターハンデキャップ

### 5歳時
2着
- ブランディワインハンデキャップ

## 種牡馬成績

### 主な産駒
- Marking Time (USA,1963,栗毛,母Allemande,	母父Counterpoint)- 1966 エイコーンステークス
- Sale Day (USA,1965,鹿毛,母Hasty Girl,母父Princequillo) - 1968 スピンスターステークス
- Commissary (USA,1966,鹿毛,母Generals Sister,父母Count Fleet) - 1970 ヴァニティーハンデキャップ
- High Bid (USA,1956,鹿毛,母Stepping Stone,母父Princequillo) - 1959 アラバマステークス
- Rising Market (USA,1964,栗毛,母Polite Society,母父War Admiral) - 1968 サンアントニオステークス

### 母の父として
- Subzero (AUS,1988,芦毛,父Kala Dancer,母Wiley Trade)-1992 メルボルンカップ
- Bold Bidder (USA,1962,父Bold Ruler,母High Bid) - 1966 ストラブステークス
- Relaxing (USA,	1976,鹿毛,父Buckpasser,	母Marking Time) - 1981 ラフィアンハンデキャップ
- Marscay (AUS,1979,栗毛,父Biscay,母Heart of Market) - 1982 豪ゴールデンスリッパーステークス
- Sporting Yankee (USA,1974,鹿毛,	父Vaguely Noble,母Sale Day) - 1976 英フューチュリティステークス
- Dancealot (USA,1971,鹿毛,父Round Table,母Music Please) - 1973 米 セリマステークス
- Visible(1974,栗毛,父Bold Hour,母See Thru) - 1976 デルマーフューチュリティ
- Double Discount (USA,1973,鹿毛,父Nodouble,母General Store) -1978 サンカルロスハンデキャップ
- Makara (AUS,1973,鹿毛,父Sostenuto,母Heart of Market)- 1977 STCプレミアステークス
- Ascetic (USA,1972,鹿毛,父Damascus,母Music Please)- 1975 エヴァグレイズステークス

## 血統
| To Marketの血統（父系ピーターパン系／牝系F-No.10-a／Broomstick S4×M5=9.38%、Commando S5×S5=6.25%、Ben Brush S5×S5=6.25%） | To Marketの血統（父系ピーターパン系／牝系F-No.10-a／Broomstick S4×M5=9.38%、Commando S5×S5=6.25%、Ben Brush S5×S5=6.25%） | To Marketの血統（父系ピーターパン系／牝系F-No.10-a／Broomstick S4×M5=9.38%、Commando S5×S5=6.25%、Ben Brush S5×S5=6.25%） | （血統表の出典） | （血統表の出典） |
| 父 Market Wise 鹿毛 1938                                                                                                  | 父の父Brokers Tip 黒鹿毛 1930                                                                                             | Black Toney | Peter Pan I      | Peter Pan I      |
| 父 Market Wise 鹿毛 1938                                                                                                  | 父の父Brokers Tip 黒鹿毛 1930                                                                                             | Black Toney | Belgravia        |                  |
| 父 Market Wise 鹿毛 1938                                                                                                  | 父の父Brokers Tip 黒鹿毛 1930                                                                                             | Forteresse | Sardanapale      | Sardanapale      |
| 父 Market Wise 鹿毛 1938                                                                                                  | 父の父Brokers Tip 黒鹿毛 1930                                                                                             | Forteresse | Guerriere        |                  |
| 父 Market Wise 鹿毛 1938                                                                                                  | 父の母On Hand 鹿毛 1931                                                                                                   | On Watch | Colin            | Colin            |
| 父 Market Wise 鹿毛 1938                                                                                                  | 父の母On Hand 鹿毛 1931                                                                                                   | On Watch | Rubia            |                  |
| 父 Market Wise 鹿毛 1938                                                                                                  | 父の母On Hand 鹿毛 1931                                                                                                   | Kippy | Broomstick       | Broomstick       |
| 父 Market Wise 鹿毛 1938                                                                                                  | 父の母On Hand 鹿毛 1931                                                                                                   | Kippy | Seamstress       |                  |
| 母 Pretty Does 鹿毛 1944                                                                                                  | 母の父Johnstown 鹿毛 1936                                                                                                 | Jamestown | St. James        | St. James        |
| 母 Pretty Does 鹿毛 1944                                                                                                  | 母の父Johnstown 鹿毛 1936                                                                                                 | Jamestown | Mlle. Dazie      |                  |
| 母 Pretty Does 鹿毛 1944                                                                                                  | 母の父Johnstown 鹿毛 1936                                                                                                 | La France | Sir Gallahad     | Sir Gallahad     |
| 母 Pretty Does 鹿毛 1944                                                                                                  | 母の父Johnstown 鹿毛 1936                                                                                                 | La France | Flambette        |                  |
| 母 Pretty Does 鹿毛 1944                                                                                                  | 母の母Creese 鹿毛 1933 | Sickle | Phalaris         | Phalaris         |
| 母 Pretty Does 鹿毛 1944                                                                                                  | 母の母Creese 鹿毛 1933 | Sickle | Selene           |                  |
| 母 Pretty Does 鹿毛 1944                                                                                                  | 母の母Creese 鹿毛 1933 | Circlet | Whisk Broom      | Whisk Broom      |
| 母 Pretty Does 鹿毛 1944                                                                                                  | 母の母Creese 鹿毛 1933 | Circlet | Coronis          |                  |

- 5代母Court Dressの子孫に愛オークス馬Knight's Baroness、Deputy Minister、米二冠馬Charismatic、Exclusive Native、Whiskaway、ベルモントステークス優勝馬Pavot、Riverman、2000ギニー優勝馬Rock of Gibraltar、ベルモントステークス優勝馬Go and Go、2000ギニー優勝馬Refuse to Bend、ケンタッキーオークス馬Summerlyなどがいる。
- 7代母Silver Bellから4代母Coronisまで代々Breadalbane、Hampton、Disguise、Voterと牝祖ともいえる11代母Queen Maryの血を引く種牡馬が配されている。